# Bahnstrecke Ledečko–Kácov
| Kursbuchstrecke (SŽ): | 212                  |                                                       |                                                       |
| Streckenlänge: | 15,276 km            |                                                       |                                                       |
| Spurweite: | 1435 mm (Normalspur) |                                                       |                                                       |
| Streckenklasse: | C3                   |                                                       |                                                       |
| Streckengeschwindigkeit: | 60 km/h              |                                                       |                                                       |
| |                      |                                                       |                                                       |
| \| \| \| von Čerčany (vorm. LB Kolin–Čerčan–Kácow) \| \| \| \| 1,278 \| odb. Rataje nad Sázavou (Ledečko km 0) \| odb. Rataje nad Sázavou (Ledečko km 0) \| \| \| \| nach Kolín (vorm. LB Kolin–Čerčan–Kácow) \| \| \| \| 1,374 \| Rataje nad Sázavou zastávka früher Rattay Haltestelle \| Rataje nad Sázavou zastávka früher Rattay Haltestelle \| \| \| 2,130 \| Rataje nad Sázavou-Ivaň \| Rataje nad Sázavou-Ivaň \| \| \| 4,752 \| Malovidy \| Malovidy \| \| \| 6,541 \| Český Šternberk früher Sternberg \| Český Šternberk früher Sternberg \| \| \| 7,298 \| Český Šternberk zastávka früher Sternberg Haltestelle \| Český Šternberk zastávka früher Sternberg Haltestelle \| \| \| 10,985 \| Soběšín \| Soběšín \| \| \| 13,344 \| Vranice \| Vranice \| \| \| \| Silnice II/125 \| \| \| \| 16,554 \| Kácov früher Kacow \| Kácov früher Kacow \| \| \| \| nach Světlá nad Sázavou (vorm. LB Swětla–Ledeč–Kácow) \| \| |                      |                                                       |                                                       |
| Strecke |                      | von Čerčany (vorm. LB Kolin–Čerčan–Kácow)             | von Čerčany (vorm. LB Kolin–Čerčan–Kácow)             |
| ehemalige Blockstelle | 1,278                | odb. Rataje nad Sázavou (Ledečko km 0)                | odb. Rataje nad Sázavou (Ledečko km 0)                |
| Abzweig geradeaus und nach links |                      | nach Kolín (vorm. LB Kolin–Čerčan–Kácow)              | nach Kolín (vorm. LB Kolin–Čerčan–Kácow)              |
| Haltepunkt / Haltestelle | 1,374                | Rataje nad Sázavou zastávka früher Rattay Haltestelle | Rataje nad Sázavou zastávka früher Rattay Haltestelle |
| Haltepunkt / Haltestelle | 2,130                | Rataje nad Sázavou-Ivaň                               | Rataje nad Sázavou-Ivaň                               |
| Haltepunkt / Haltestelle | 4,752                | Malovidy                                              | Malovidy                                              |
| Haltepunkt / Haltestelle | 6,541                | Český Šternberk früher Sternberg                      | Český Šternberk früher Sternberg                      |
| Haltepunkt / Haltestelle | 7,298                | Český Šternberk zastávka früher Sternberg Haltestelle | Český Šternberk zastávka früher Sternberg Haltestelle |
| Haltepunkt / Haltestelle | 10,985               | Soběšín                                               | Soběšín                                               |
| Haltepunkt / Haltestelle | 13,344               | Vranice                                               | Vranice                                               |
| Strecke mit Straßenbrücke |                      | Silnice II/125                                        | Silnice II/125                                        |
| Bahnhof | 16,554               | Kácov früher Kacow                                    | Kácov früher Kacow                                    |
| Strecke |                      | nach Světlá nad Sázavou (vorm. LB Swětla–Ledeč–Kácow) | nach Světlá nad Sázavou (vorm. LB Swětla–Ledeč–Kácow) |

Die Bahnstrecke Ledečko–Kácov ist eine regionale Eisenbahnverbindung in Tschechien, die ursprünglich als Teil der als landesgarantierten Lokalbahn Kolin–Čerčan–Kácow erbaut und betrieben wurde. Sie zweigt bei Ledečko am Abzweig („odbočka“) Rataje nad Sázavou aus der Bahnstrecke Kolín–Čerčany ab und führt über Český Šternberk (Sternberg) nach Kácov.
Nach einem Erlass der tschechischen Regierung ist die Strecke seit dem 20. Dezember 1995 als regionale Bahn („regionální dráha“) klassifiziert.

## Geschichte

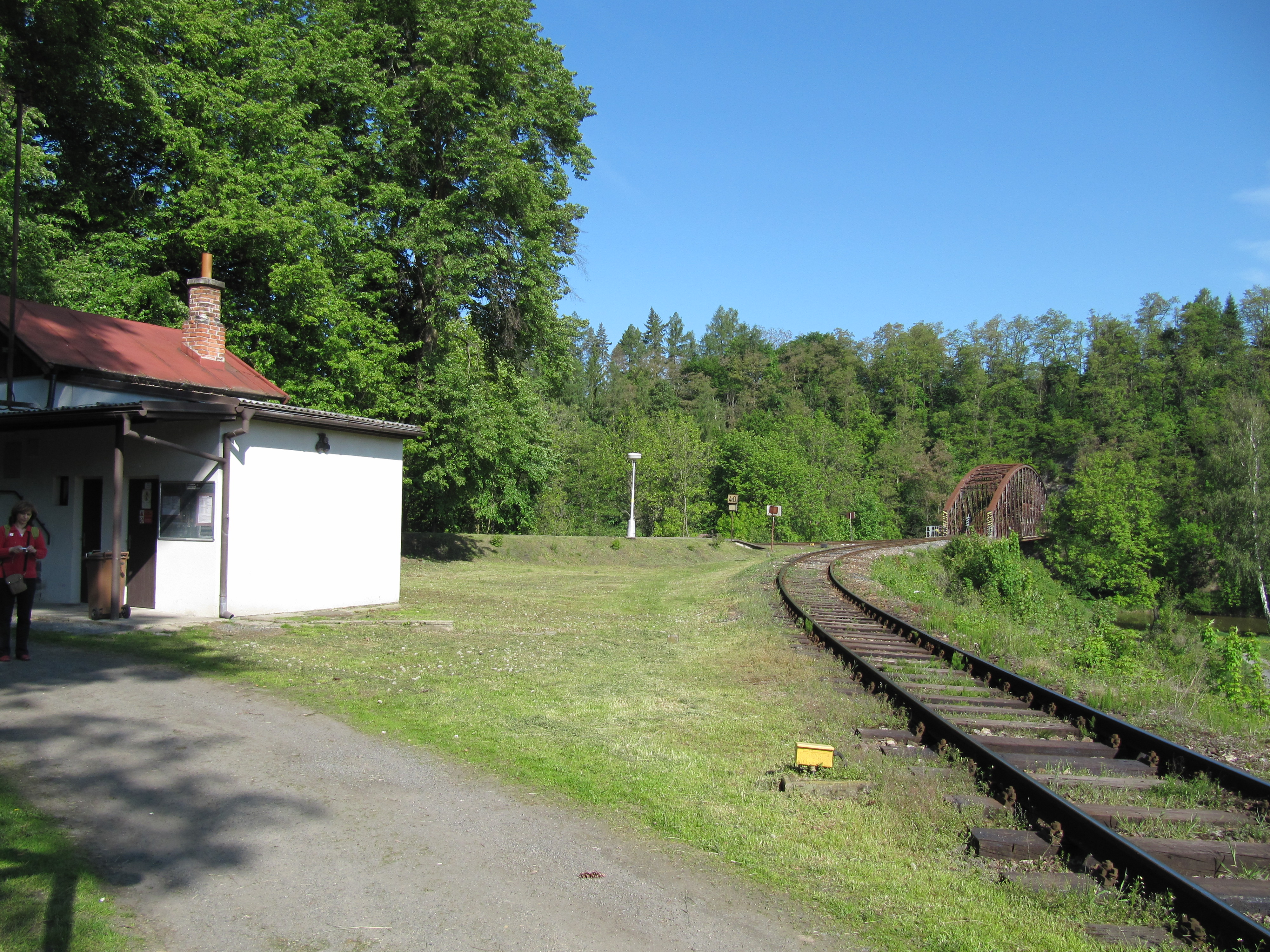
Abzweig Rataje nad Sázavou. Links führt das Gleis nach Kácov, rechts nach Kolín. (2012)

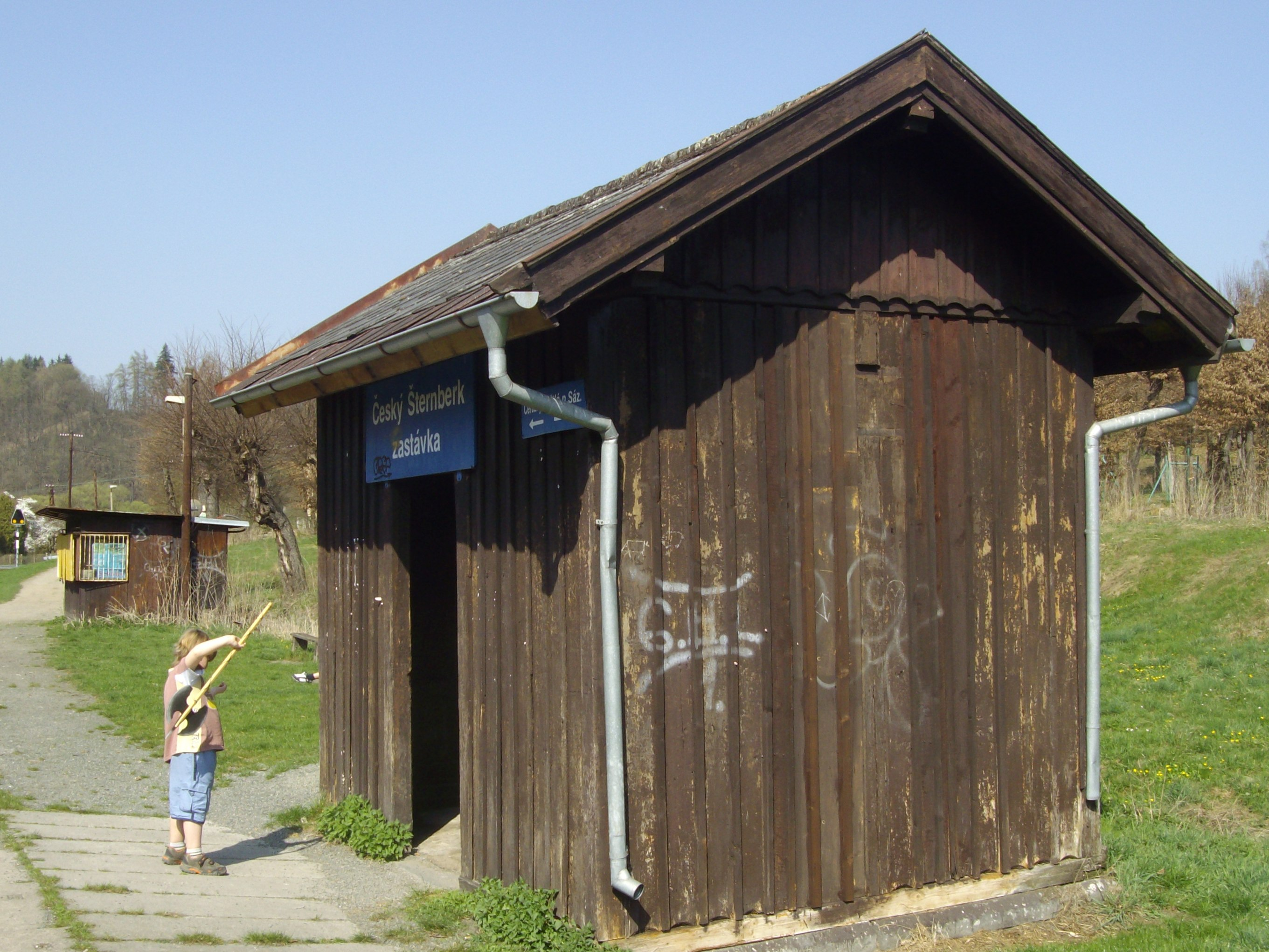
Haltestelle Český Šternberk zastávka (2001)

Die Konzession für die „Lokalbahn von Kolin über Bečvar, Kohljanowitz und Rattay nach Čerčan mit einer Abzweigung von Rattay nach Kácov“ wurde am 10. Mai 1899 dem Grafen Sternberg erteilt. Der Konzessionär wurde verpflichtet, den Bau der Strecken sofort zu beginnen und binnen zwei Jahren fertigzustellen. Die Konzessionsdauer war auf 90 Jahre festgesetzt.
Am 6. August 1901 wurde die Strecke zusammen mit dem Abschnitt Rattay–Čerčan der Hauptverbindung Kolin–Čerčan eröffnet. Den Betrieb führten die k.k. Staatsbahnen (kkStB) für Rechnung der Eigentümer aus.
Im Jahr 1912 wies der Fahrplan der Lokalbahn vier gemischte Zugpaare 2. und 3. Klasse aus, von denen zwei von und nach Swetla durchgebunden waren. Sie benötigten für die 17 Kilometer lange Strecke Ledečko-Kácow 44–47 Minuten.
Nach dem Zerfall Österreich-Ungarns im Oktober 1918 ging die Betriebsführung an die neu gegründeten Tschechoslowakischen Staatsbahnen (ČSD) über. Zum 1. Januar 1925 wurde die Lokalbahn Kolin–Čerčan–Kácow verstaatlicht und die Strecke wurde ins Netz der ČSD integriert. Sie wurde fortan von der Staatsbahndirektion (Ředitelství státních drah) in Prag verwaltet.
Die Indienststellung moderner Motorzüge durch die ČSD ermöglichte Ende der 1920er Jahre eine signifikante Verdichtung des Fahrplanes. Im Kursbuch war die Strecke fortan als Linie Čerčany–Světlá nad Sázavou enthalten. Der Winterfahrplan von 1937/38 verzeichnete bis zu sieben Personenzugpaare 2. und 3. Klasse, von denen werktags drei als Motorzug geführt waren. An Sonntagen gab es eine durchgehende Verbindung von und nach Prag, die dem Ausflugsverkehr diente.
Im Zweiten Weltkrieg lag die Strecke zur Gänze im Protektorat Böhmen und Mähren. Betreiber waren jetzt die Protektoratsbahnen Böhmen und Mähren (ČMD-BMB). Kriegsbedingt kam es nun zu einer Reduzierung der Zugfahrten. Am 9. Mai 1945 kam die Strecke wieder vollständig zu den ČSD.
Am 1. Januar 1993 ging die Strecke im Zuge der Auflösung der Tschechoslowakei an die neu gegründeten České dráhy (ČD) über. Seit 2003 gehört sie zum Netz des staatlichen Infrastrukturbetreibers Správa železniční dopravní cesty (SŽDC).
Im Jahresfahrplan 2013 wird die Strecke in einem angenäherten Zweistundentakt von den Personenzügen der Relation Čerčany–Světlá nad Sázavou bedient. Werktags ist dieser Fahrplan teilweise zu einem Einstundentakt verdichtet.

## Fahrzeugeinsatz
Die kkStB setzten auf der Strecke Lokomotiven der Reihe 97 ein, die von der Lokalbahngesellschaft finanziert wurden. Ein Außenseiter im Fahrzeugpark war der Dampftriebwagen 1.401.
Heute wird der Reisezugverkehr mit den Triebwagen der ČD-Baureihe 810 und deren modernisierter Version ČD-Baureihe 814 abgewickelt. Im Ausflugsverkehr an Sonntagen werden auch lokomotivbespannte Reisezüge eingesetzt. Sie bestehen meist aus einer Diesellokomotive der ČD-Baureihe 749 und Görlitzer Doppelstockwagen.